# Tadorna variegata
El tarro maorí, también oca del paraíso o tarro del paraíso, (Tadorna variegata) es una especie de ave anseriforme de la familia Anatidae endémica de Nueva Zelanda.